# بارميجيانو ريجيانو
بارميجيانو ريجيانو (بالإنجليزية: Parmigiano-Reggiano)‏ أو البارميّ وتعرف أيضًا في العديد من اللغات باسم جبن بَرْمِزَان أو بارميزان (Parmesan) هو جبن حبيبي، مطبوخ وليس مكبوسًا، سُمى باسم مناطق إنتاجه بالقرب من بارما وريجو إميليا ومودينا وبولونيا (وتقع جميعها في إميليا رومانيا ومانتوفا (في لومبارديا، إيطاليا. بموجب القانون الإيطالي، لا يُطلق اسم «بارميجيانو ريجيانو» إلا على الجبن الذي يُنتج في هذه المقاطعات، بينما يصنف القانون الأوربي الاسم على أنه حماية لاسم المنشأ المميز للمنتج.
بارميجيانو هي الصفة الإيطالية من كلمة بارما. وكلمة ريجيانو هي صفة إيطالية لريجيو إميليا. أما بارميزان فهو اسم فرنسي لها ويُستخدم أيضًا كمصطلح غير رسمي للجبن في اللغة الإنجليزية. يُستخدم أيضًا اسم بارميزان مع الجبن التي تشبه بارميجيانو ريجيانو، مع إضافة عبارات مثل «الجبن الجاف الإيطالي» لتجنب القيود القانونية. الجبن الإيطالي الأشبه بالبارميجيانو ريجيانو هو جبن الجرانا بادانو.

## الإنتاج

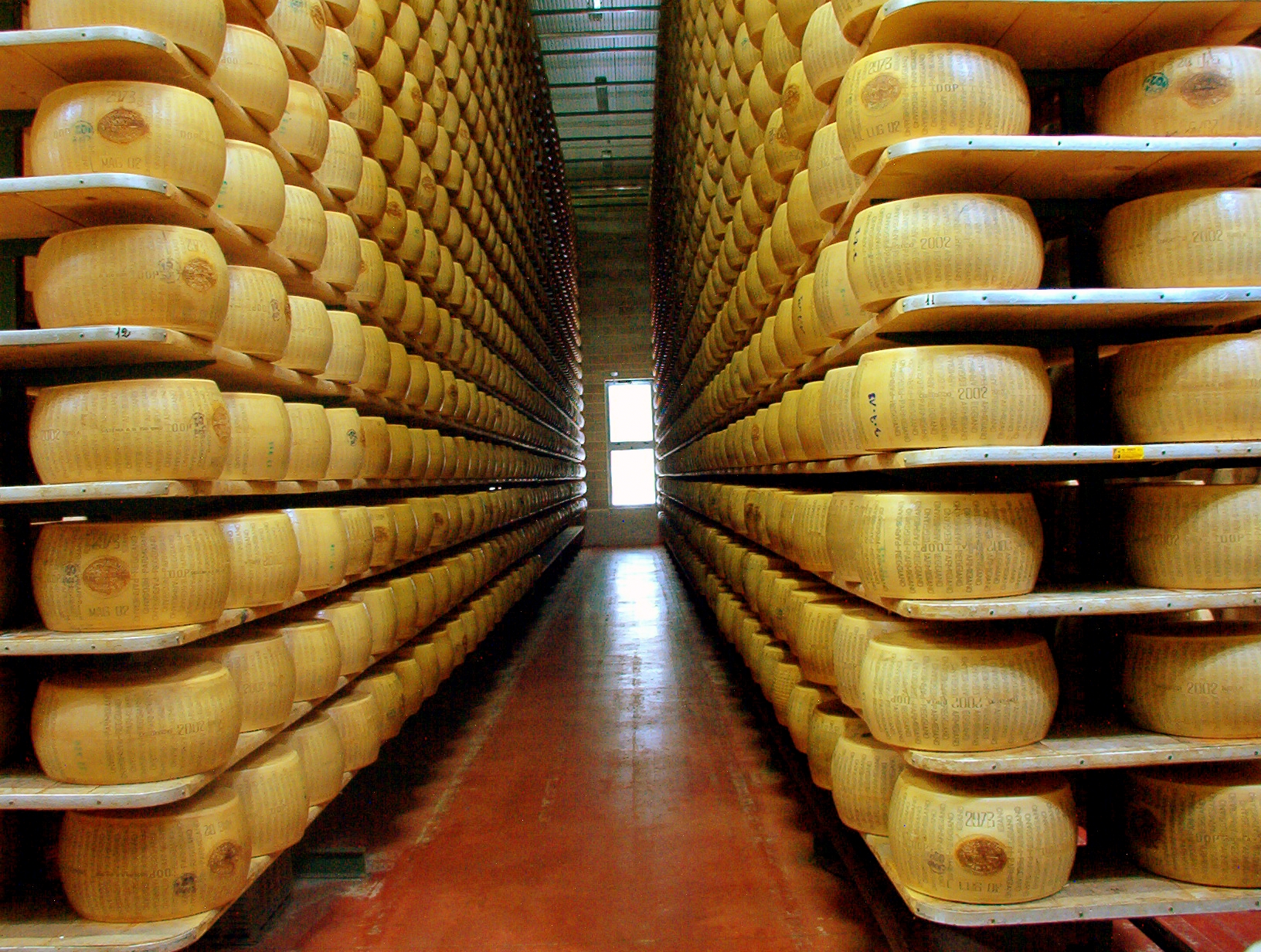
يحتوي مصنع بارميجيانو ريجيانو على غرفتي تخزين، تحتوي كل منها على 20 من هذه الرفوف.

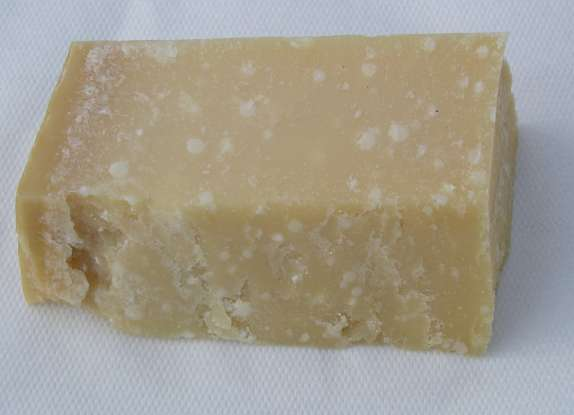
قطعة جبن بارميجيانو ريجيانو معتقة

يُصنع جبن بارميجيانو ريجيانو من حليب البقر الخام. يُمزج الحليب الكامل الدسم المأخوذ من حليب الصباح مع الحليب الطبيعي المنزوع الدسم (يُترك في خزانات ضحلة كبيرة للسماح لفصل القشدة) المأخوذ من حليب المساء، مما ينتج عن خليط منزوع الدسم إلى حد ما. يتم ضخ الحليب في أوعية مبطنة بالنحاس (لأن النحاس يسخن ويفقد حرارته سريعًا). الخطوة الأولى هي إضافة مصل اللبن وزيادة درجة الحرارة لتصل بين 33–35 درجة مئوية (91–95 درجة فهرنهايت). تُضاف منفحة جلد العجل، وتترك الخلطة لتتخثر لمدة من 10-12 دقيقة. يتم تقسيم الناتج المتخثر ميكانيكيًا إلى قطع صغيرة (تقريبًا بحجم حبات الأرز). تُرفع درجة الحرارة مرة أخرى حتى 55 درجة مئوية (131 درجة فهرنهايت) بتحكم دقيق من آلة صنع الجبن. يُترك الناتج المتخثر للتسوية من 45–60 دقيقة. يُجمع الناتج المتخثر المضغوط في قطعة من الموسلين قبل تقسيمه لقسمين ووضعه في قوالب. يوجد 1100 لتر (291 جالونًا أمريكيًا أو 250 جالونًا إمبراطوريًا) من الحليب في كل وعاء، منتجًا قطعتين من الجبن في كل وعاء. يُشكل الناتج المتخثر على هيئة عجلة في هذه المرحلة وتزن حوالي 45 كيلوجرام (100 رطل). كان مصل اللبن المتبقي في الوعاء يستخدم عادة لإطعام الخنازير الذي ينتج منها لحم «بروسكيتو دي بارما» (لحم خنزير بارما المملح). تقع حظائر تلك الحيوانات في الغالب على بعد أمتار قليلة من غرف إنتاج الجبن.
يُوضع الجبن في فولاذ غير قابل للصدأ دائري الشكل ويتم شده بإحكام بمشبك زنبركي، بحيث يحتفظ الجبن بشكله المميز على هيئة عجلة. بعد يوم أو يومين، يتم تحرير المشبك ويُطبع اسم بارميجيانو ريجيانو ورقم المصنع وشهر وسنة الإنتاج بحزام بلاستيك عدة مرات حول الجبن ويثبت الشكل المعدني بمشبك بإحكام مرة أخرى. تحفر الدمغات مكانها على قشرة الجبن بعد حوالي يوم واحد وبعد ذلك توضع العجلة في حوض مليء بالمياه المالحة لامتصاص الملح لمدة تتراوح بين 20- 25 يومًا. بعد الغمر في المحلول الملحي، تُنقل عجلات الجبن إلى غرف التخزين طويل الأمد في المصنع لمدة 12 شهرًا. يوضع الجبن على أرفف خشبية، حيث يمكن أن يتضمن الرف الواحد 24 قطعة جبن رأسيًا و90 قطعة جبن أفقيًا أو حوالي 4000 إجمالاً. يتم تنظيف الجبن وما تحت الرفوف يدويًا أو آليًا كل سبعة أيام. كما يتم تدوير الجبن في هذه المدة.
عند إتمام 12 شهرًا، تفحص جمعية Consorzio لجن بارميجيانو ريجيانو جميع قطع الجبن. يفحص الجبن رئيس الطاقم الذي لا يستخدم إلا مطرقة مع استخدام أذنيه. بالنقر على العجلة في مناطق مختلفة، يمكنه تحديد الشقوق والفراغات غير المرغوب فيها داخل العجلة. يتم تسخين الجبن الذي يجتاز الاختبار لوضع العلامة التجارية على القشرة مع شعار الجمعية. بالنسبة للجبن الذي لا يجتاز الاختبار يوضع على القشرة الخارجية منه خطوط أو صلبان لتنبيه المستهلكين أنه لم يصل للجودة العالية لبارميجيانو ريجيانو؛ في الاختبارات الأحدث توضع علامات وأشكال كثيرة على القطع الأقل جودة.
كما هو سائد، لا تتغذى الأبقار إلا على الحشيش (عشب) أو الدريس، وذلك لإنتاج الحليب نتيجة التغذية على الحشيش. لا يسمح إلا بمستنبتات مصل اللبن الطبيعي في المرحلة الأولى، بجانب منفحة جلد العجل.
المادة الوحيدة التي يُسمح بإضافتها هي الملح، والتي يمتصها الجبن عند غمره لمدة 20 يومًا في الخزانات المشبعة بالمحلول الملحي والذي تتشابه درجة ملوحته بالتمام مع ملوحة البحر الأبيض المتوسط. يكون عمر المنتج عامين في المتوسط. يُنتج الجبن يوميًا، وهو ما يظهر مدى التقلب الطبيعي. يتميز جبن بارميجيانو ريجيانو الأصلي بطعم البندق أو طعم الفواكه الحاد والمُركب مع نكهة اللذيذة والملمس الرملي اللطيف. أما الأنواع الرديئة فقد يكون طعمها مرًا.
يبلغ متوسط ارتفاع عجلة بارميجيانو ريجيانو حوالي 18–24 سنتيمتر (7.1–9.4 in), وقطرها 40–45 سنتيمتر (16–18 in) , وتزن 38 كيلوغرام (84 رطل).

## الاستخدامات
عادة ما يتم بشر جبن بارميجيانو ريجيانو على أطباق الباستا، وتُمزج في الشربة والريزوتو، وتؤكل بمفردها. في كثير من الأحيان، تُقشر أو تُبشر على الأطباق الأخرى. تُطهى كشظايا وتقطع الأجزاء الصلبة من القشرة في بعض الأحيان في الشوربة. وقد تُشوى أيضًا وتؤكل كوجبة خفيفة. قد تُستخدم القشرة المجوفة الخارجية من عجلة بارميجيانو كوعاء خدمة للمجموعات الكبيرة.

## معلومات تاريخية

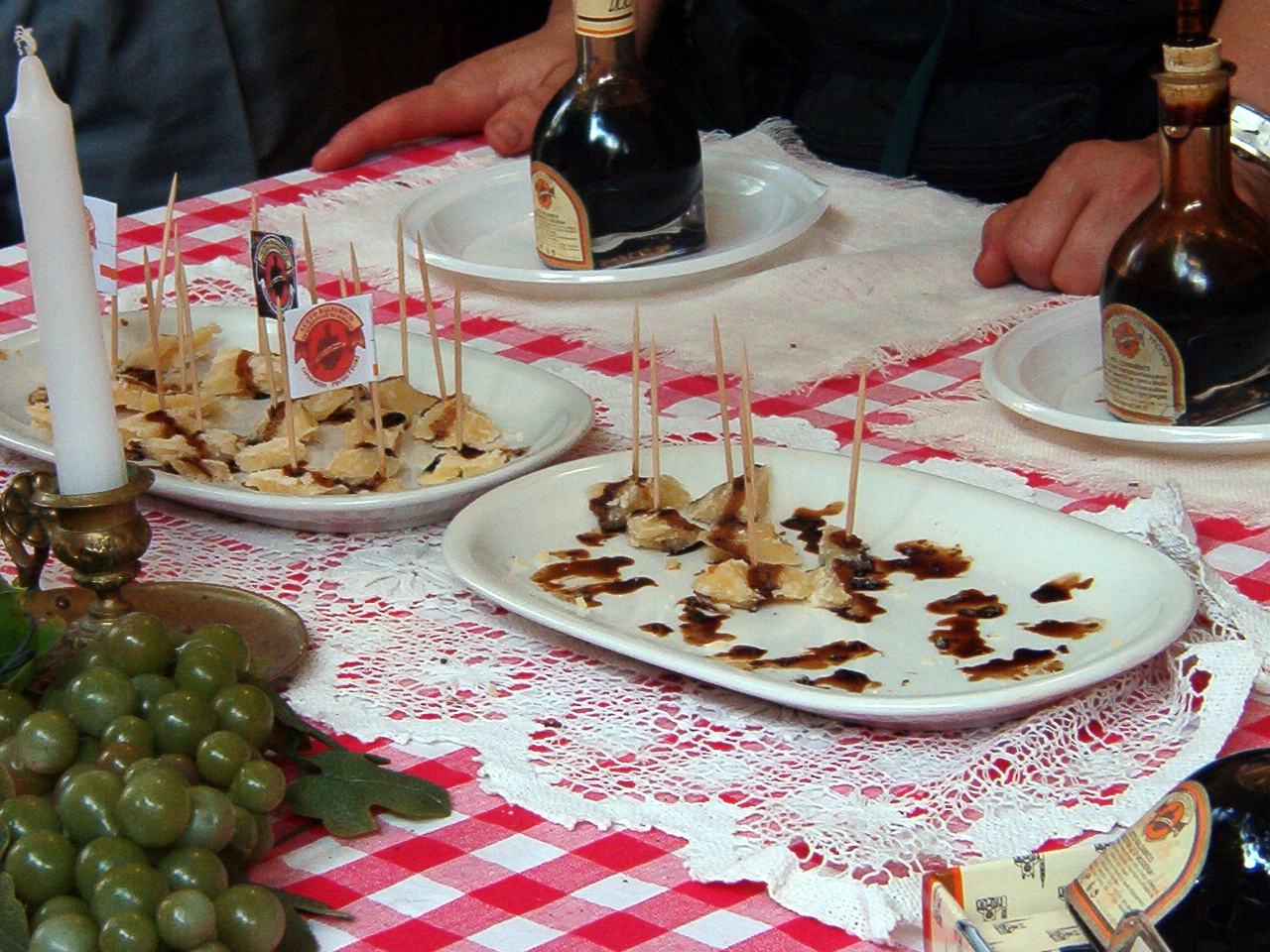
اختبار الطعم لبارميجيانو ريجيانو في أحد المهرجانات في مودينا مع رش خل بلسميك بالأعلى

وفقًا لإحدى الأساطير، صُنعت بارميجيانو ريجيانو أثناء العصور الوسطى في بيبيانو (Bibbiano)، في مقاطعة ريجو إميليا. وسرعان ما امتد إنتاجها إلى بارما ومودينا. تبين الوثائق التاريخية في القرن الثالث عشر والرابع عشر، أن بارميجيانو كانت مشابهة تمامًا لما يتم إنتاجه في هذه الأيام، الأمر الذي يرجح أن أصولها ترجع إلى عهد قديم جدًا.
أشاد بها بوكاتشيو (Giovanni Boccaccio)؛ في كتاباته في وقت مبكر عام 1348 في  دي كاميرون (The Decameron)، حيث ابتكر «جبلاً مكونا بالكامل من جبن بارميزان المبشور»، ويسكنه ’عدد من البشر لا يصنعون سوى المعكرونة والرافيولي، ويسلقونها في مرقة الديك المسمن، ثم يزجون بها في الخلطة; مع تدفق غدير الفرناسيا (Vernaccia)، مما ينتج عنه أفضل شراب على الإطلاق، وهو لا يحتوي على أي قطرة ماء.’
وفي أثناء حريق لندن الكبير عام 1666, قام صموئيل بيبس (Samuel Pepys) بدفن جبن البارميزان، إضافة إلى [نبيذه] وبعض الأشياء الأخرى للحفاظ عليها.
في مذكرات جاكوما كازانوفا (Giacomo Casanova), علق قائلًا أن اسم «بارميزان» كان اسمًا مغلوطًا شاع في (منتصف القرن الثامن عشر)، حيث كان يُنتج الجبن في لودي وليس في بارما. ورغم أن كازانوفا عرف طاولته 	وادعى في مذكراته أنه يقوم بإعداد قاموس للأنواع المختلفة من الجبن (لم يكتمل)، اتُخذت تعليقاته للإشارة بطريقة خاطئة إلى جبن جرانا وهو جبن شبيه بـ «بارميجيانو»، الجراند بادانو، التي تُنتج في لودي.

## الرائحة والمكونات الكيميائية
تحتوي بارميجيانو على العديد من مركبات الرائحة الفعالة، من بين ذلك ألدهيد (aldehyde) وبيتيراد (butyrate). يُستخدم حمض البايوترك (Butyric acid) وحمض الإيزوفالريك (3-Methylbutanoic acid) معًا في بعض الأوقات لتقليد الروائح البارزة.
يحتوي جبن بارميجيانو أيضًا على نسبة كبيرة من الجلوتاميك (glutamic acid)، ويحتوي على حوالي 1.2 جرام من الجلوتاميك لكل 100 جرام من الجبن، مما يجعله أكثر المنتجات الطبيعية التي تحتوي على نسبة جلوتاميك، بعد جبن الروكفور (Roquefort). يفسر التركيز الشديد للجلوتاميك طعم الأومامي القوي الموجود في البارميجيانو.

## استخدام الاسم
|€490/600.

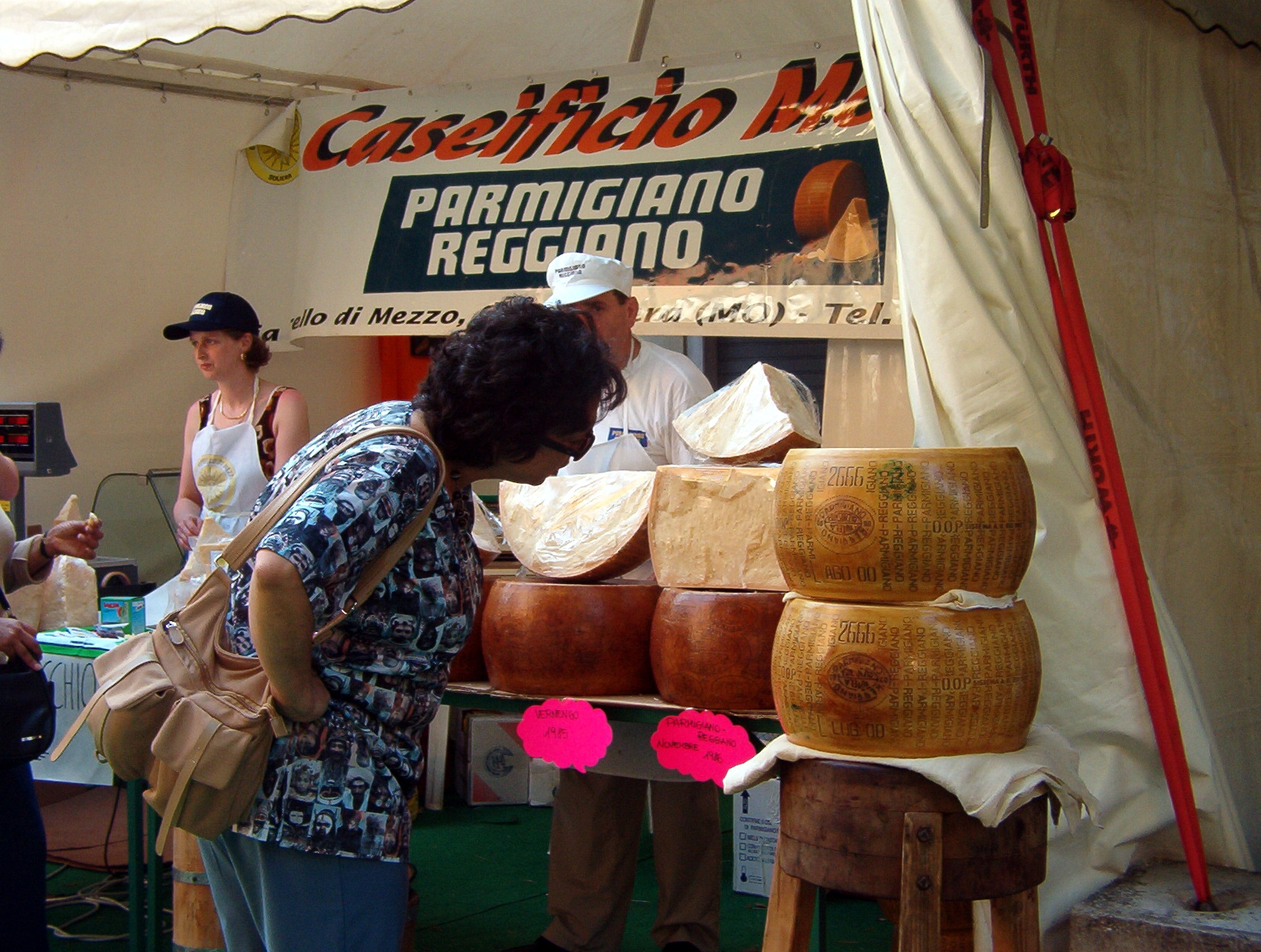
مهرجان بارميجيانو ريجيانو في مودينا، سعر كل عجلة، (قالب جبنة) يساوي يورو

أصبح للاسم علامة تجارية، وخضع إنتاجه ومبيعاته للسيطرة الحصرية القانونية عن طريق الجمعية المعنية بجبن بارميجيانو ريجيانو، التي أُنشئت بموجب قرار حكومي. تخضع كل عجلة لمعايير صارمة في وقت مبكر من مرحلة التخزين الطويلة، عندما تكون الجبن بحالتها اللينة والدسمة، لتنال الختم الرسمي قبل أن توضع في المخزن لمدة طويلة. وبسبب التقليد المتزايد لها، أصبحت بارميجيانو ريجيانو منتجًا يخضع للوائح مراقبة صارمة، وفي عام 1955، أصبح مشهورًا باسمه المعتمد (المختلف عن اسم العلامة التجارية).
وبالتالي أصبحت «بارميجيانو ريجيانو» في الاتحاد الأوروبي حماية لاسم المنشأ المميز للمنتج (PDO); وقانونيًا، هو الاسم الذي يشير حصريًا لحماية اسم المنشأ المميز لبارميجيانو ريجيانو الذي يصنع في منطقة محددة في شمال إيطاليا. تُعرف الأختام الخاصة المنتج على أنه معتمد، مع تحديد رقم المنشأة الإنتاجية، وشهر وسنة الإنتاج، ويحدد الرمز العجلة الفردية والأختام المتعلقة بطول فترة التخزين.
خارج أوروبا، قد يباع الجبن المقلد المنتج تجاريًا تحت الاسم العام للبارميزان، على الرغم من الاختلافات الجوهرية من حيث الجودة والطعم والمكونات الغذائية. عند بيعه في أوروبا، ينبغي على هذه الأنواع من الجبن استخدام مسمى آخر، مثل كرافت (Kraft Foods) «باميسيلو إيطاليانو» (pamesello italiano).

## أنواع الجبن الأخرى المشابهة لبارميجيانو ريجيانو
الجراند بادانو جبنة إيطالية مشابهة تمامًا لبارميجيانو ريجيانو. والاختلافات بينهما:
- تنتج بطريقة رئيسية في لومبارديا، الاسم بادانو مشتق من بايانورا بادانو (Po Valley)
- يمكن للأبقار أن تتغذى أيضًا على السيلاج (العلف), وليس على الحشيش والدريس فقط.
- يحتوي اللبن على نسبة طفيفة جدًا من الدهون
- يمكن استخدام اللبن المنتَج منذ عدة أيام
- لا يتطلب شهادة عضوية
- لا توجد إجراءات للرقابة على سلالات البقر
- لا توجد رقابة على تغذية الأبقار
- يزيد سنها عن 20 شهرًا

تحظى أنواع جبن بارميزان التجارية بشعبية في أمريكا الشمالية وهي تختلف عادة عن بارميجيانو ريجيانو في عدة جوانب:
- عمر الجبن أقصر.
- الحليب المستخدم من النوع المبستر.
- اللبن المتخثر الموجود في البارميزان الأمريكية الصنع يُقطع على هيئة أجزاء أكبر من حجم حبات الأرز المستخدمة في بارميجيانو ريجيانو. ارتشاح اللبن المتخثر بطريقة أصغر يعد أكثر فعالية.
- تُكبس البارميزان الأمريكية آليًا للتخلص من الرطوبة الزائدة.
- تزن عجلات البارميزان في الولايات المتحدة 11 كيلو جرام (24 رطلاً)، وتزن بارميجيانو ريجيانو 38 كيلو جرام. قد يؤثر اختلاف الوزن في تشبعها بالملح أثناء عملية الإشباع بالمحلول الملحي؛ تحتوي بارميجيانو ريجيانو في المتوسط على ملح أقل من الثلثين مقارنة بالبارميزان المتوسطة.
- تباع في الغالب مبشورة.